# Lupinus peirsonii
Lupinus peirsonii là một loài thực vật có hoa trong họ Đậu. Loài này được H.Mason miêu tả khoa học đầu tiên.